# Neslovice
Neslovice jsou obec v okrese Brno-venkov v Jihomoravském kraji. Nacházejí se mezi Rosicemi a Ivančicemi, na okraji Boskovické brázdy a přírodního parku Bobrava. Žije zde 999 obyvatel. Neslovice jsou obcí mikroregionu Kahan.

## Název
Podoba Neslovice se vyvinula (německým prostřednictvím) ze staršího Neslavice. Původně se jednalo o pojmenování obyvatel vsi Neslavici odvozené od osobního jména Neslav a znamenající "Neslavovi lídé".

## Historie
První písemná zmínka o obci pochází z roku 1342, avšak archeologické průzkumy z let 2014–2015 prokázaly, že historie sahá až do 11. století. V letech 1782–1784 zde byl postaven kostel Narození Panny Marie.

## Obyvatelstvo
| Rok            | 1869 | 1880 | 1890 | 1900 | 1910 | 1921 | 1930 | 1950 | 1961 | 1970 | 1980 | 1991 | 2001 | 2011 | 2021 |
| -------------- | ---- | ---- | ---- | ---- | ---- | ---- | ---- | ---- | ---- | ---- | ---- | ---- | ---- | ---- | ---- |
| Počet obyvatel | 549  | 604  | 720  | 841  | 849  | 888  | 939  | 880  | 863  | 778  | 705  | 722  | 780  | 883  | 919  |
| Počet domů     | 85   | 97   | 100  | 119  | 129  | 146  | 191  | 226  | 227  | 226  | 211  | 251  | 261  | 270  | 320  |

Vývoj počtu obyvatel

## Obecní symboly
Znak a vlajka byly obci uděleny rozhodnutím předsedy Poslanecké sněmovny Parlamentu České republiky dne 11. května 2006.

## Pamětihodnosti
- Kostel Narození Panny Marie
- Kaple svatého Gottharda a Floriána
- Pomník obětem první světové války

## Osobnosti
Narodil se zde novinář a spisovatel Antonín H. Sokol (1847–1889) a přírodovědec Heinrich Laus (1872–1941).

## Galerie

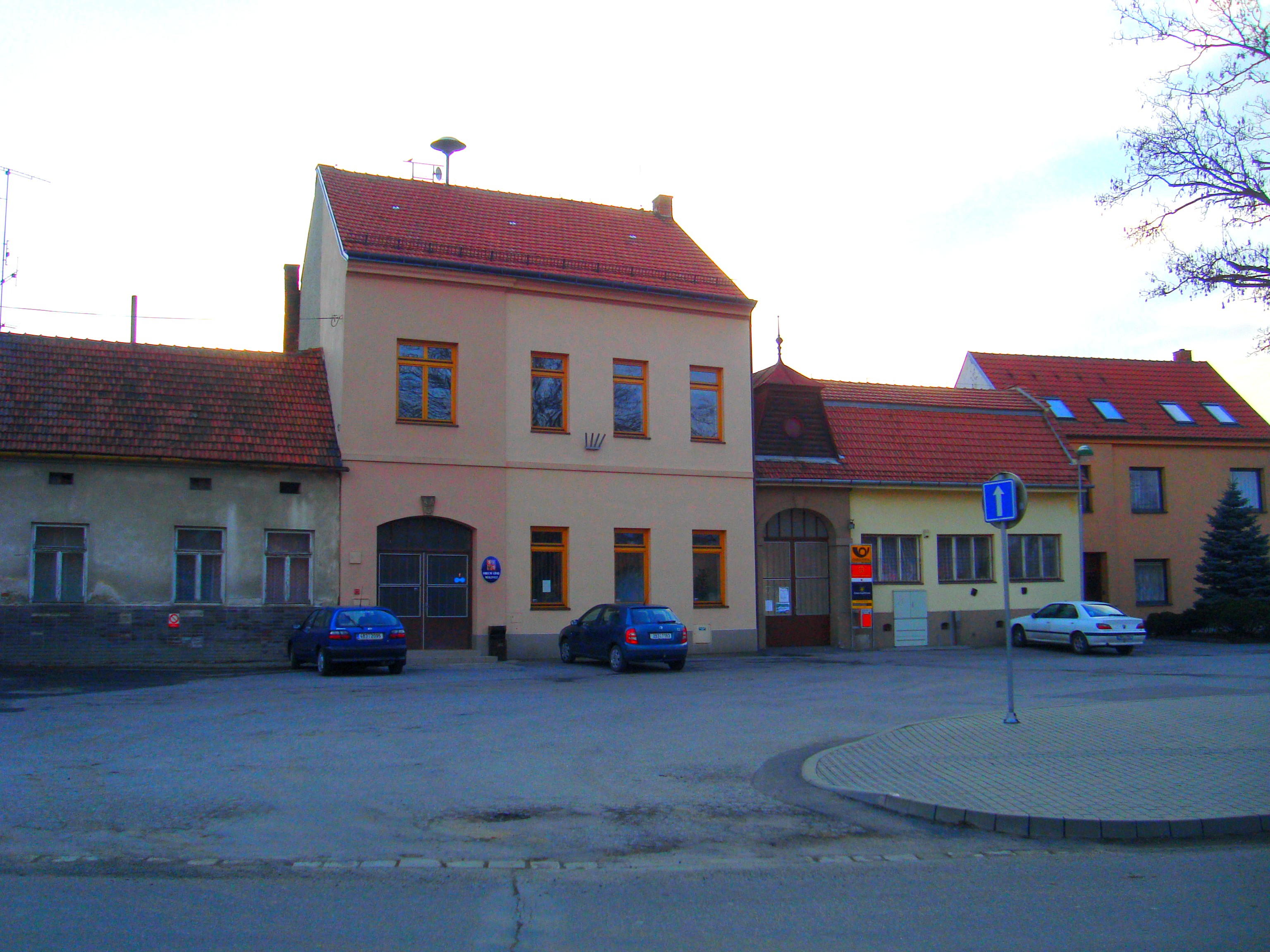
Obecní úřad a pošta
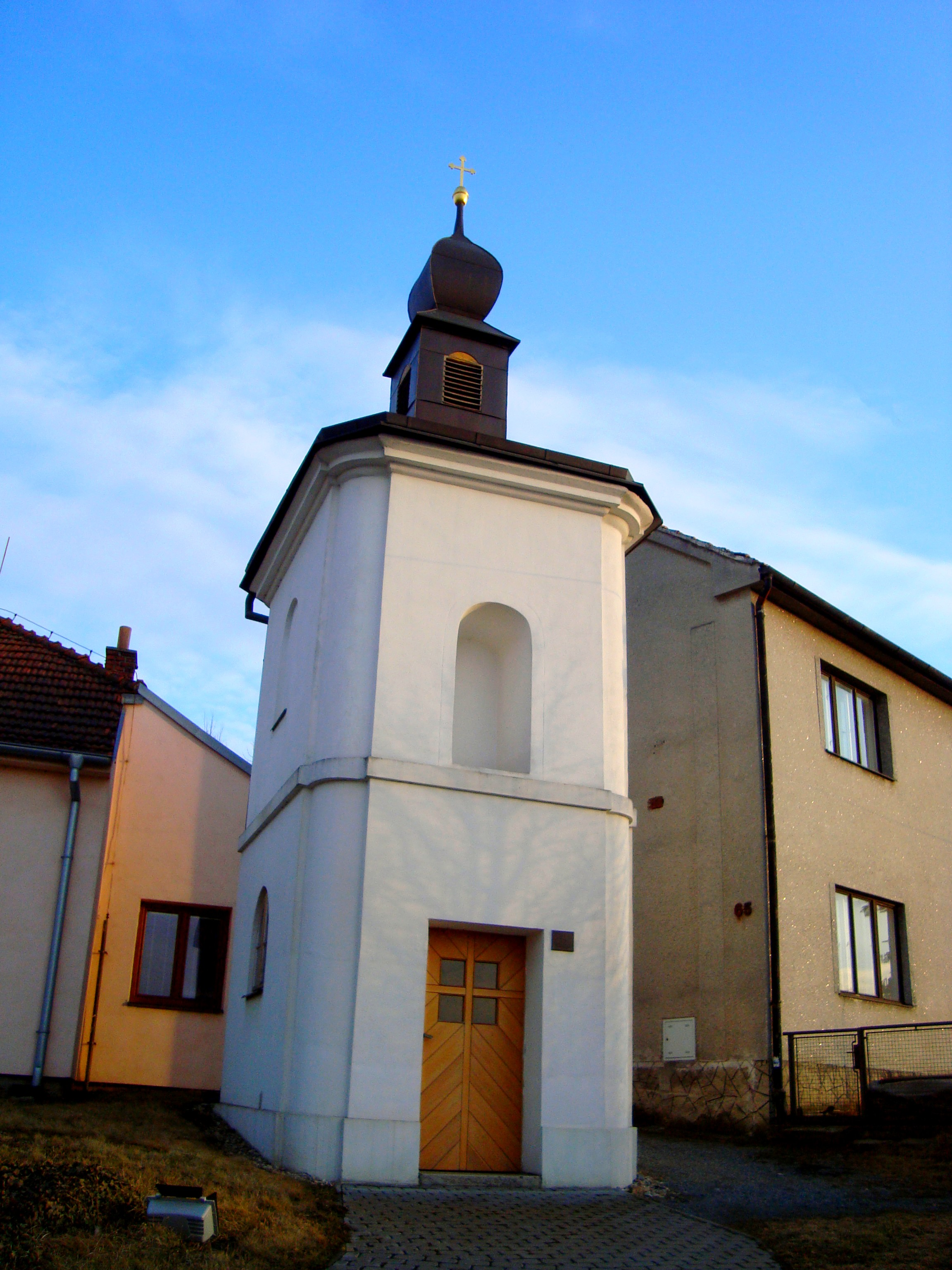
Kaple svatého Floriána / svatého Gottharda
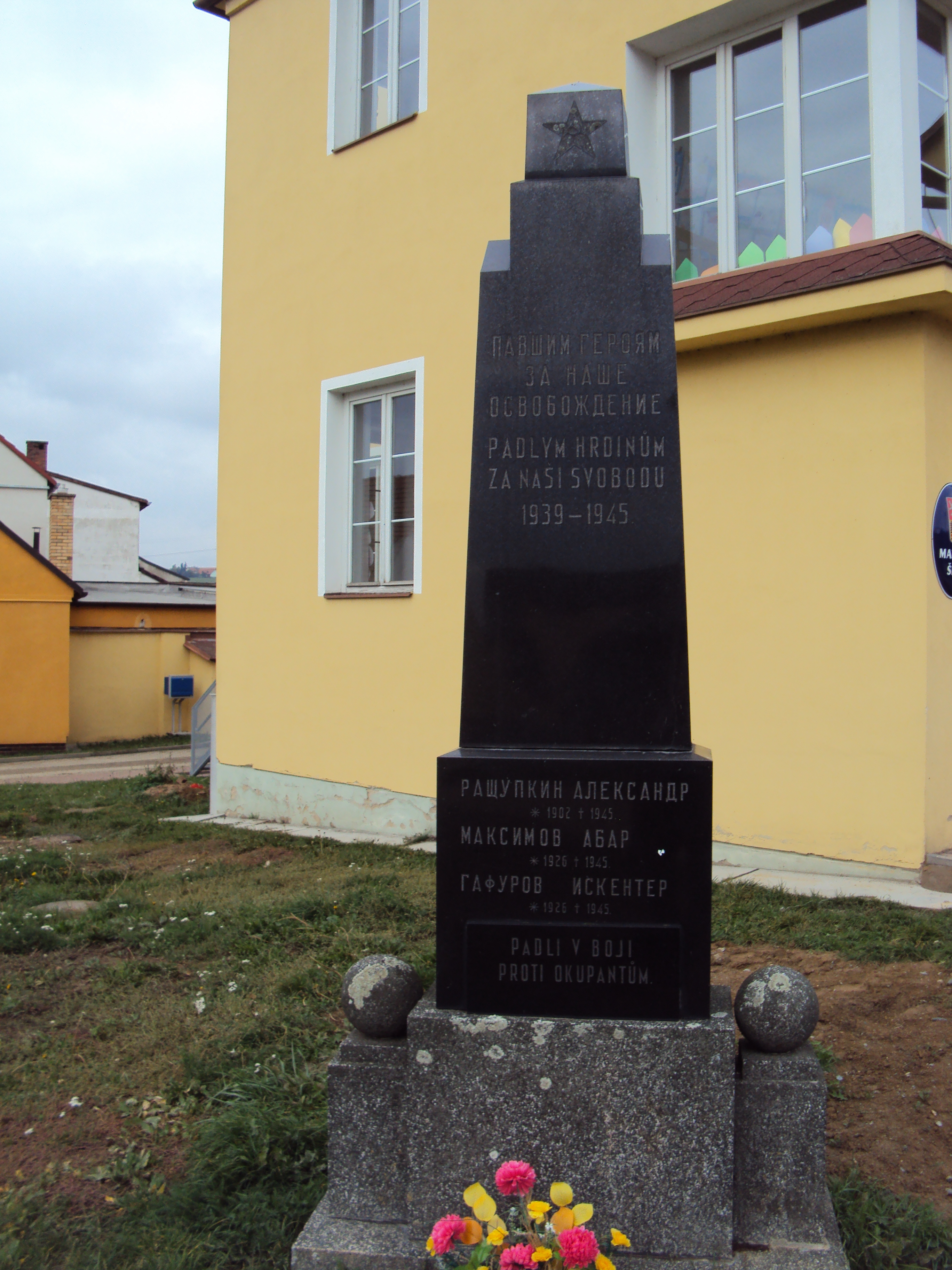
Pomník osvobození
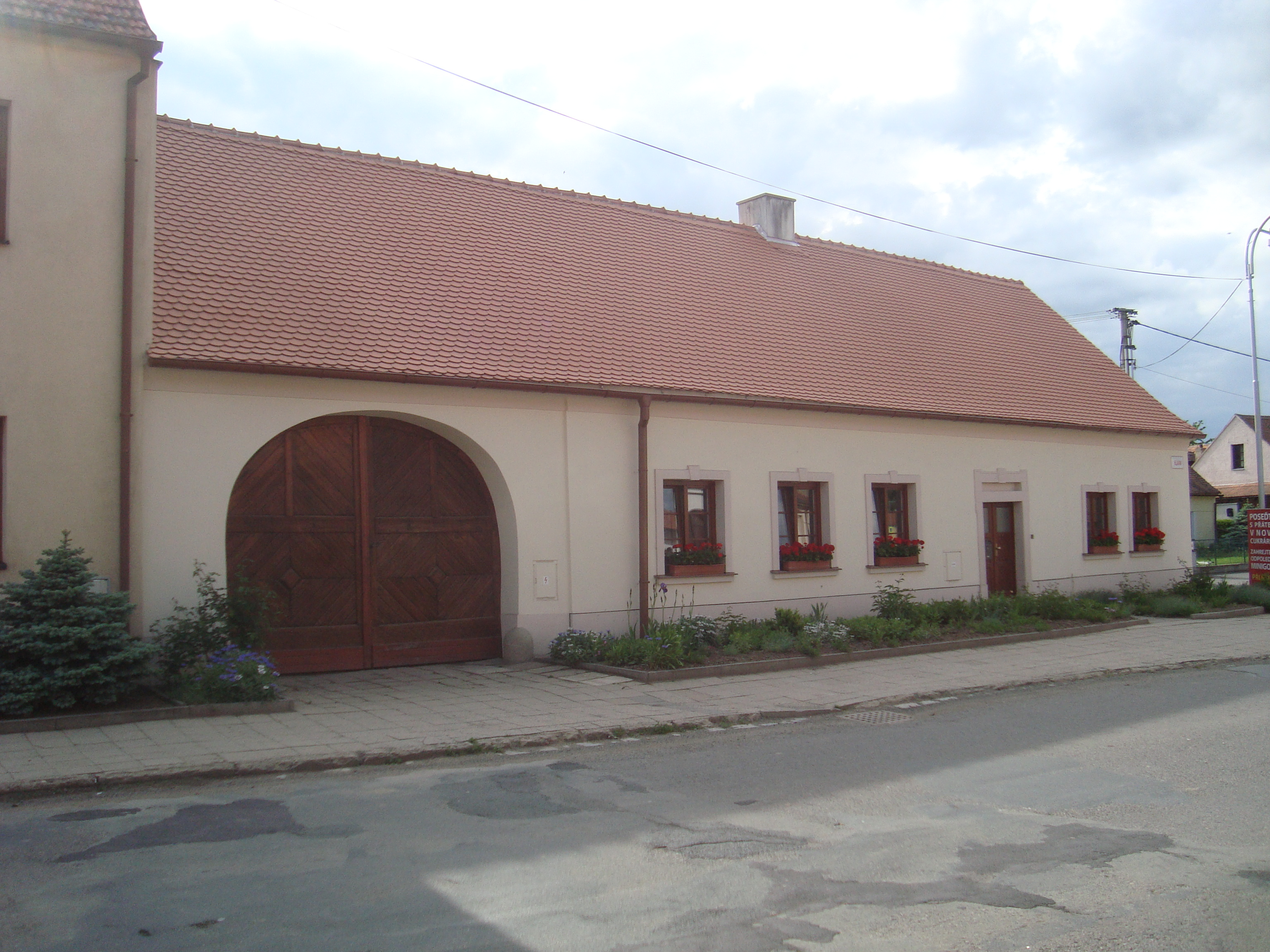
Usedlost č. p. 26